# Gyula Horn
Gyula Horn (Budapest, 5 de julio de 1932-Budapest, 19 de junio de 2013) fue un político húngaro y primer ministro de Hungría (1994-1998), líder de la coalición entre los socialistas  y la Alianza de los Demócratas Libres.
Gyula Horn destacó por su participación en el proceso de apertura del "telón de acero", permitiendo el paso a través del territorio húngaro de varios alemanes del Este hacia la Alemania Occidental. Este acto contribuyó a la posterior reunificación de Alemania.

## Primeros años
Gyula Horn comenzó sus estudios en una escuela técnica. Se graduó de la Universidad de Rostov-Don de Economía y Finanzas en 1954.

## Administración y parte de su carrera
Trabajó en el Ministerio de Finanzas de 1954 a 1959. 
En 1959 trabajó en el Ministerio de Relaciones Exteriores, comenzando como funcionario independiente en el departamento soviético.
En la década de 1960, Horn fue un diplomático de la embajada húngara en Bulgaria y Yugoslavia. 
En 1954 se unió al partido comunista húngaro, entonces llamado el Partido de los Trabajadores Húngaros. 
En noviembre de 1956 se incorporó al Partido Socialista Obrero Húngaro (MSzMP), creado por János Kádár para frenar la Revolución Húngara de 1956 contra la ocupación soviética y el régimen comunista. En 1969 se convirtió en un funcionario del Ministerio de Relaciones Exteriores del Comité Central de MSzMP. 
En 1983 fue ascendido al cargo de jefe de departamento. 
En 1985 fue nombrado secretario de Estado (viceministro) del Ministerio de Relaciones Exteriores. En 1989 Gyula Horn ascendió a ministro de Asuntos Exteriores de Hungría, en el entonces último gobierno comunista del país, teniendo como primer ministro a Miklós Németh. 
Durante la transición política de Hungría, Horn fue uno de los fundadores del Partido Socialista Húngaro (MSZP) formado en 1989, sucediendo al MSzMP, y se convirtió en su presidente en 1990. Como ministro fue el encargado de Relaciones Exteriores cuando Hungría decidió abrir la frontera occidental (el "telón de acero") con Austria, en el denominado Pícnic Paneuropeo, que aprovecharon muchos alemanes del Este para dirigirse a Alemania Occidental. Se considera que tuvo un papel importante en esta decisión, y en consecuencia, un papel relevante en la reunificación alemana.
Gyula Horn fue elegido primer ministro de la República de Hungría de 15 de julio de 1994. 
A pesar de que renunció a la dirección del partido después de que los socialistas perdieran las Elecciones generales de Hungría de 1998, fue recordado por su influencia y liderazgo en el partido, en parte debido a su popularidad personal entre los votantes de edad avanzada. A pesar de ello en los años posteriores a 2002 Gyula Horn no tuvo un papel particularmente activo en la política de Hungría. 
Horn recibió varios premios por sus logros en relaciones exteriores, entre los cuales destaca el Premio Carlomagno de la ciudad de Aquisgrán, otorgado en 1990. Sin embargo, Horn no pudo obtener el premio "Magyar Köztársaság Érdemrendjének Polgári Tagozata" en 2007, propuesto por Ferenc Gyurcsány, ya que la propuesta fue denegada por el presidente húngaro, László Sólyom, indicando expresamente los puntos de vista del Horn en la revolución de 1956.

## Su papel en 1956
La parte más controvertida de la vida de Horn fue su participación en la Revolución húngara de 1956, acaecida entre el 23 de octubre y el 10 de noviembre de ese año. A finales de octubre se incorporó a la Guardia Nacional, el cuerpo armado de la revolución formado por soldados, policías y civiles que luchaabn por la libertad[cita requerida]. En diciembre se incorporó a la brigadas "pufajkás", un organismo para militares comunistas creado para ayudar a la invasión de las tropas soviéticas, abandonando la brigadas en junio de 1957. Su papel es muy controvertido pues la pertenencia a las brigadas estaba relacionada con torturas y la ejecución de miles de ciudadanos. [cita requerida]
Su hermano mayor fue asesinado por los revolucionarios durante el levantamiento. Su hija nació el 30 de octubre. Cincuenta años después, en una entrevista en el periódico Die Welt, diría:
"Las condiciones eran malas. El levantamiento puso en libertad a muchos delincuentes que ponían en peligro la seguridad pública. Pufajkás era un grupo que defendió el orden jurídico"
En primer lugar, quisiera dejar claro que 1956 no fue una lucha contra el comunismo, incluso los rebeldes no querían limpiar. Esto está mal representado hoy en día.
Sin embargo, en 1957 recibió el premio "A los campesinos-trabajadores de energía", que solamente se concede a aquellos cuyos servicios son satisfactorios. Décadas más tarde, ya como primer ministro, fue interrogado y criticado por esta parte de su vida, él sólo dijo:
"Yo era un pufajkás. ¿Y qué?"

## Últimos años y muerte

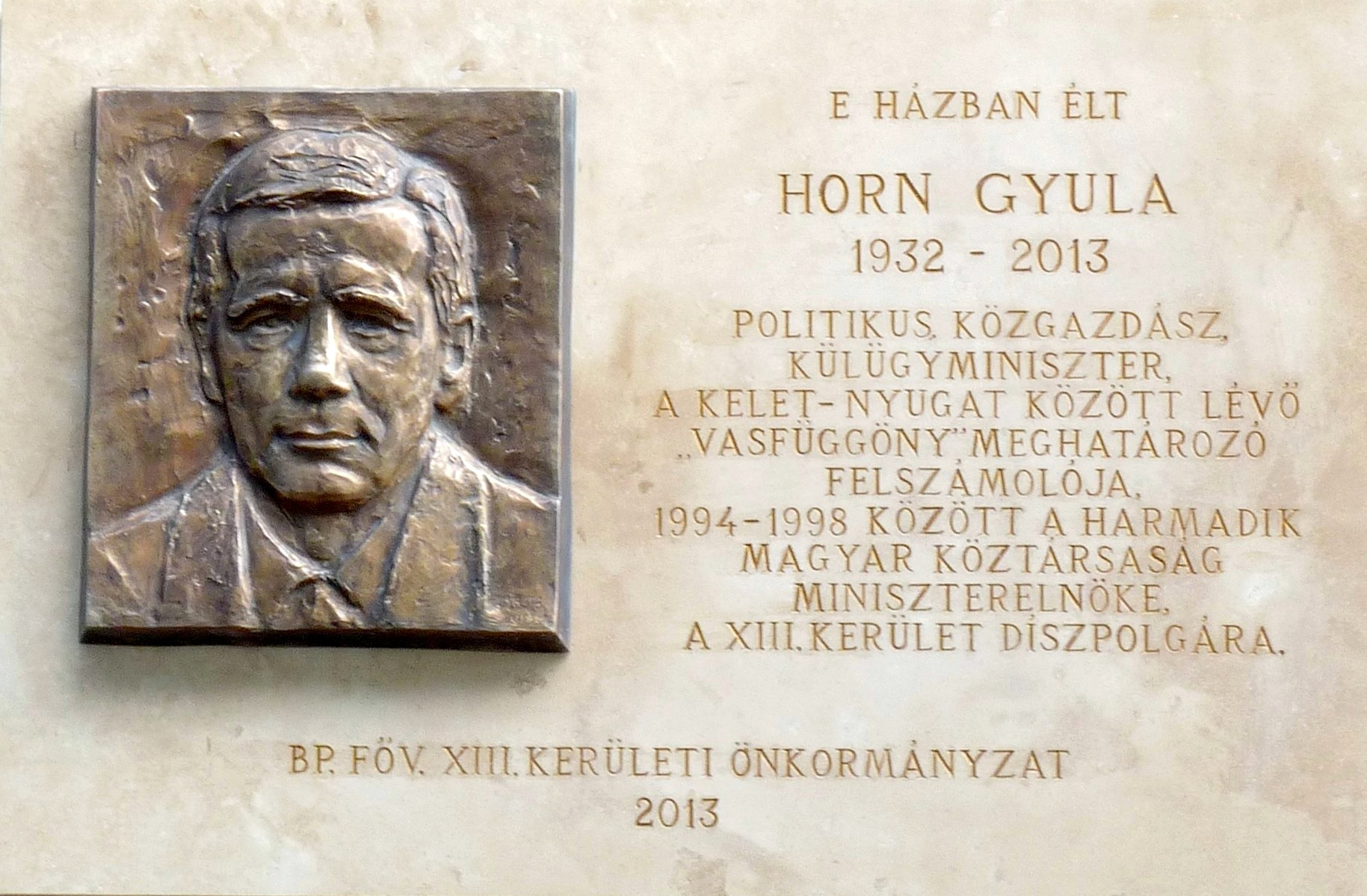
Placa conmemorativa, ubicada en su antigua residencia en Budapest

En agosto de 2007, Horn fue hospitalizado por una grave enfermedad. Según se informó, fue atendido en el Hospital Honvéd de Budapest por un trastorno del sueño, sin embargo, otras fuentes señalaron que se trataba de una malformación cerebral grave. Más tarde se informó que su estado de salud empeoró tanto que no era posible darlo de alta del hospital. Debido a esto, se canceló el Foro Mundial de Política, que se celebró en Budapest, y en el que se contó con la presencia el exlíder soviético Mijaíl Gorbachov.
El 9 de octubre de 2007, la versión en línea del periódico húngaro Népszabadság informó erróneamente que Gyula Horn había muerto.
A partir de 2008, a Gyula Horn ya no le era posible reconocer a los miembros de su familia y amigos, ya que sufrió de una enfermedad similar a la enfermedad de Alzheimer. También hubo informes de que a pesar de que había sufrido una pérdida de peso significativa, Horn se encontraba en buena condición física. El ex–primer ministro Ferenc Gyurcsány fue uno de los últimos altos funcionarios del gobierno de Hungría que lo visitó mientras se encontraba enfermo. El 5 de julio de 2011, día del cumpleaños número 79 de Horn, el periódico Népszava informó de su estado de salud no se había deteriorado, pero que tampoco había mejorado, solo permanecía estable. En ese mismo día, los líderes influyentes del Partido Socialista Húngaro (MSZP) le dieron un pastel a Horn con motivo de su cumpleaños. 
El 5 de julio de 2012, Horn cumplió 80 años de edad, y el primer ministro Viktor Orbán lo felicitó mediante una carta, en la cual escribió "en primer lugar, somos húngaros y trabajamos hacia la prosperidad de la nación sobre la base de nuestra fe y lo mejor de nuestro conocimiento. Por lo tanto hay más conexiones que divisiones entre nosotros". El Partido Socialista de Hungría también celebró su cumpleaños
Gyula Horn falleció en la ciudad de Budapest, el 19 de junio de 2013, a casi dos semanas antes de haber celebrado su cumpleaños número 81. Le sobreviven su esposa Anna Király, y sus hijos Anna Gyula Jr.